# Strontiumchloride
Strontiumchloride (SrCl2) is een zout van strontium en chloor. Het is oplosbaar in water, waarin het splitst in de ionen Sr2+ en Cl−. Wanneer het in een vlam geïnjecteerd wordt geeft het een helderrode kleur af.
Strontiumchloride vormt twee hydraten, het weinig voorkomende dihydraat (SrCl2 · 2 H2O) en het meest gangbare hexahydraat (SrCl2 · 6 H2O). Wanneer men dit verwarmt komt het gebonden water vrij, en boven ca. 150 °C bekomt men watervrij strontiumchloride, dat bij ca. 873 °C smelt.

## Synthese
Strontiumchloride, en andere strontiumzouten, worden bereid door de reactie van strontiumcarbonaat (SrCO3) met een gepast zuur (in dit geval zoutzuur). Strontiumcarbonaat zelf bekomt men door strontiumerts (celestiet, dit is strontiumsulfaat) te behandelen met natriumcarbonaat.

## Toepassingen
Strontiumchloride, en andere strontiumverbindingen, wordt in vuurwerk gebruikt om er een scharlakenrode kleur aan te geven. Ook de glasindustrie en de metallurgie gebruiken kleine hoeveelheden strontiumchloride.
In zeewateraquaria moet een beetje strontiumchloride worden toegevoegd; dat is nodig voor de vorming van het exoskelet van bepaalde soorten plankton. Strontiumchloride, met de radioactieve isotoop strontium-89, wordt gebruikt bij de behandeling van beendertumoren.
Strontiumchloride hexahydraat wordt aangewend tegen gevoelige tanden. Het is een bestanddeel van de tandpasta tegen gevoelige tanden Sensodyne C Classic van GlaxoSmithKline. Hyposen is een ander product met strontiumchloride hexahydraat, dat gebruikt wordt tegen dentine-hypergevoeligheid. Het hexahydraat mag ook in kleine hoeveelheden aan andere cosmetische producten worden toegevoegd (met name shampoo en producten voor gelaatsverzorging).
Strontiumchloride-oplossing wordt ook gebruikt als interferentiebuffer in atoomabsorptiespectrometrie.

## Toxicologie en veiligheid
Strontiumchloride is geen chronisch toxische stof, maar ze kan wel aanleiding geven tot irritatie en pijn bij inademing, ingestie of contact met de huid of de ogen.
Strontiumchloride is niet opgenomen in de lijst van gevaarlijke stoffen in bijlage 1 bij de Europese richtlijn 67/548/EEG inzake de indeling, de verpakking en het kenmerken van gevaarlijke stoffen.